# Teoria gravitației gauge
În teoria cuantică a câmpurilor, teoria gravitației gauge (în engleză gauge gravitation theory) reprezintă încercarea de a extinde teoria Yang-Mills, care oferă o descriere universală a interacțiunilor fundamentale, pentru a include și gravitația.
Această teorie nu trebuie confundată cu alte formulări similare, cum ar fi o versiune clasică a gravitației în limbajul algebrei geometrice, sau cu teoria Kaluza-Klein, unde câmpurile gauge sunt folosite pentru a descrie câmpurile particulelor, dar nu gravitația însăși.

## Prezentare generală
Primul model gauge al gravitației a fost propus de Ryoyu Utiyama în 1956, la doar doi ani după introducerea teoriei gauge. Încercările inițiale de a construi o teorie gauge a gravitației pe modelul simetriilor interne s-au confruntat cu dificultăți în tratarea transformărilor covariante generale și în definirea unui statut gauge pentru o metrică pseudo-Riemannienă (un câmp tetradic).
Pentru a depăși aceste dificultăți, s-a încercat tratarea câmpurilor tetradice ca fiind câmpuri gauge asociate grupului de translație. Generatoarele infinitezimale ale transformărilor covariante generale au fost interpretate ca fiind cele ale grupului gauge de translație, iar un câmp tetradic a fost identificat cu partea de translație a unei conexiuni afine pe o varietate spațială {\displaystyle X}. Orice astfel de conexiune poate fi exprimată ca suma {\displaystyle K=\Gamma +\Theta } unde {\displaystyle \Gamma } reprezintă o conexiune liniară în spațiu, iar {\displaystyle \Theta } este o formă de îmbinare, exprimată de exemplu ca {\displaystyle \Theta =\Theta _{\mu }^{a}dx^{\mu }\otimes \vartheta _{a}}, unde {\displaystyle \vartheta _{a}=\vartheta _{a}^{\lambda }\partial _{\lambda }} este un cadru neholonomic. În acest context, conexiunea Cartan {\displaystyle K} este un exemplu, iar {\displaystyle \Theta } poate fi considerată o formă canonică de îmbinare. Interpretările fizice ale componentei de translație {\displaystyle \Theta } variază. În teoria gauge a dislocațiilor, acest câmp descrie o distorsiune, dar în alte contexte, un co-cadru {\displaystyle \vartheta _{a}} poate fi tratat ca un câmp gauge de translație.
Problemele din construirea teoriei gravitației gauge prin analogie cu teoria Yang-Mills provin din diferențele de natură ale transformărilor gauge. În timp ce în teoria Yang-Mills transformările gauge sunt automorfisme verticale ale unui fascicul de fibre principal {\displaystyle P\to X}, care lasă baza sa {\displaystyle X} fixă, în gravitație acestea sunt automate pe un fascicule de fibre naturale, {\displaystyle T\to X},  pentru care difeomorfismele bazei {\displaystyle X} generează automorfisme ale fasciculului. Aceste automorfisme, numite transformări covariante generale, sunt suficiente pentru a reformula relativitatea generală a lui Einstein și gravitația metrică-afină în termeni de teorie gauge.
În contextul teoriei gauge pe fascicule de fibre naturale, câmpurile gauge sunt conexiuni liniare pe o varietate {\displaystyle X}, definite ca fiind conexiuni principale pe fasciculul de fibre cadrelor liniare {\displaystyle FX}. Câmpul gravitațional metric (tetradic) joacă rolul unui câmp Higgs, responsabil pentru ruperea spontană a simetriei transformărilor covariante generale.

### Ruperea spontană a simetriei
Ruperea spontană a simetriei este un efect cuantic care apare atunci când vidul nu este invariant sub grupul de transformare. În teoria gauge clasică, aceasta are loc atunci când grupul de structură {\displaystyle G} al unui fascicul de fibre principal {\displaystyle P\to X} se reduce la un subgrup {\displaystyle H}. adică există un fascicul de fibre principal subordonat lui {\displaystyle P} cu grupul de structură {\displaystyle H}. Există o corespondență între fasciculele de fibre principale reduse și secțiunile globale ale fasciculului P / H → X , care sunt interpretate ca fiind câmpuri Higgs clasice.
Ideea metricii pseudo-Riemanniene ca un câmp Higgs a apărut în contextul construcției reprezentărilor neliniare ale grupului liniar general GL(4, R), din care grupul Lorentz este un subgrup. Principiul echivalenței geometrice, care postulează existența unui cadru de referință în care invarianții Lorentz sunt definiți pe întreaga varietate spațială, justifică reducerea grupului de structură GL(4, R) la grupul Lorentz. Acest lucru duce la interpretarea metricii pseudo-Riemanniene ca fiind un câmp Higgs. Ruperea simetriei spațiale este justificată de existența materiei fermionice Dirac, al cărei grup de simetrie este acoperirea dublă SL(2, C) a grupului Lorentz restrâns SO+(1, 3).